# فرودگاه شهری پریویل
 فرودگاه شهری پریویل (به انگلیسی: Perryville Municipal Airport) یک فرودگاه همگانی بهره‌برداری هوایی است که یک باند فرود بتن دارد و طول باند آن ۲۱۳۵ متر است. این فرودگاه در کشور ایالات متحده آمریکا قرار دارد و در ارتفاع ۱۱۳ متری از سطح دریا واقع شده است.